# Le Pout
Le Pout is een gemeente in het Franse departement Gironde (regio Nouvelle-Aquitaine) en telt 340 inwoners (1999). De plaats maakt deel uit van het arrondissement Bordeaux.

## Geografie
De oppervlakte van Le Pout bedraagt 3,9 km², de bevolkingsdichtheid is 87,2 inwoners per km².
De onderstaande kaart toont de ligging van Le Pout met de belangrijkste infrastructuur en aangrenzende gemeenten.

## Demografie
Onderstaande figuur toont het verloop van het inwonertal (bron: INSEE-tellingen).